# Hymenolepis
 Hymenolepis   Cass., 1816 è un genere di piante angiosperme dicotiledoni della famiglia delle Asteraceae, sottofamiglia Asteroideae, tribù Anthemideae (Southern hemisphere grade) e sottotribù Athanasiinae.

## Etimologia
Il nome del genere deriva dalle parole greche antiche "hymeno" (= membrana o pelle) e "lepis" (= squama o scaglia), e significa "membrana sottile" o "scaglie membranose".
Il nome scientifico del genere è stato definito dal botanico Alexandre Henri Gabriel de Cassini (1781-1832) nella pubblicazione " Dictionnaire des Sciences Naturelles, dans lequel on traite méthodiquement des différens êtres de la nature, considérés soit en eux-mêmes, d'aprés l'état actuel de nos connoissances, soit relativement à l'utilité quén peuvent retirer la médecine, l'agriculture, le commerce et les arts. Strasbourg. Edition 2" ( Dict. Sci. Nat., ed. 2. [F. Cuvier] 2(suppl.): 75) del 1816.

## Descrizione

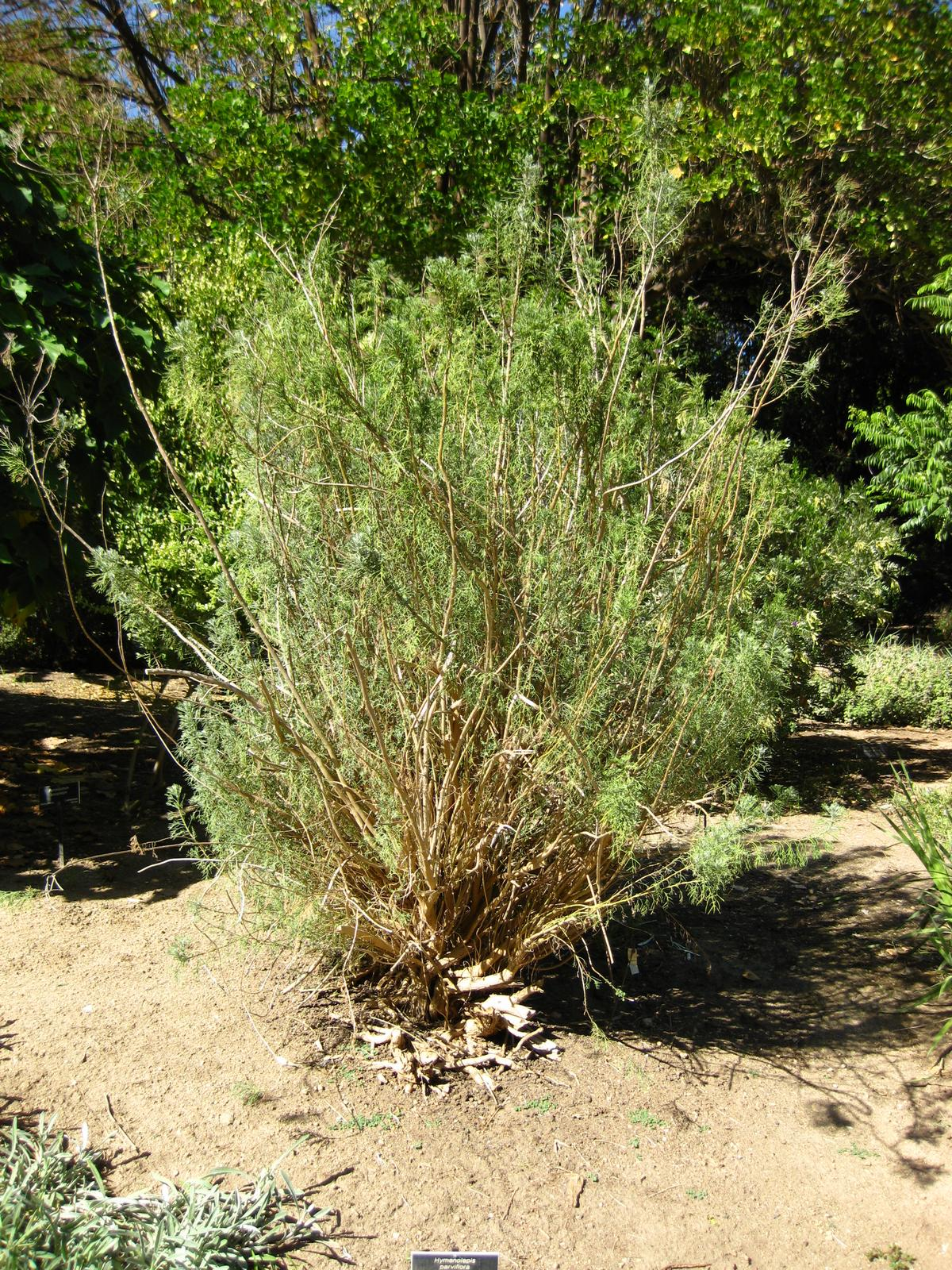
Il portamento
Hymenolepis parviflora

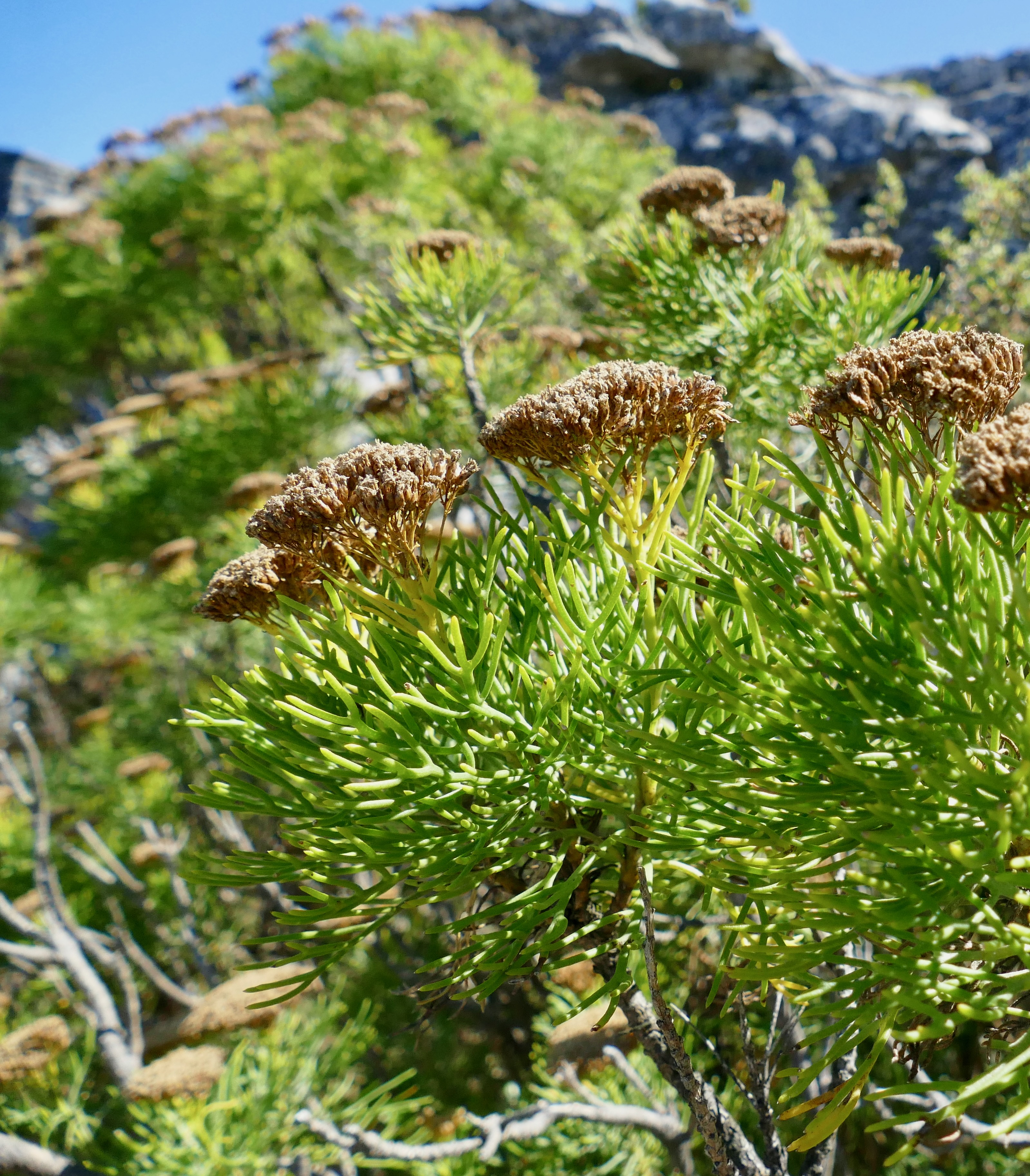
Le foglie
Hymenolepis crithmifolia

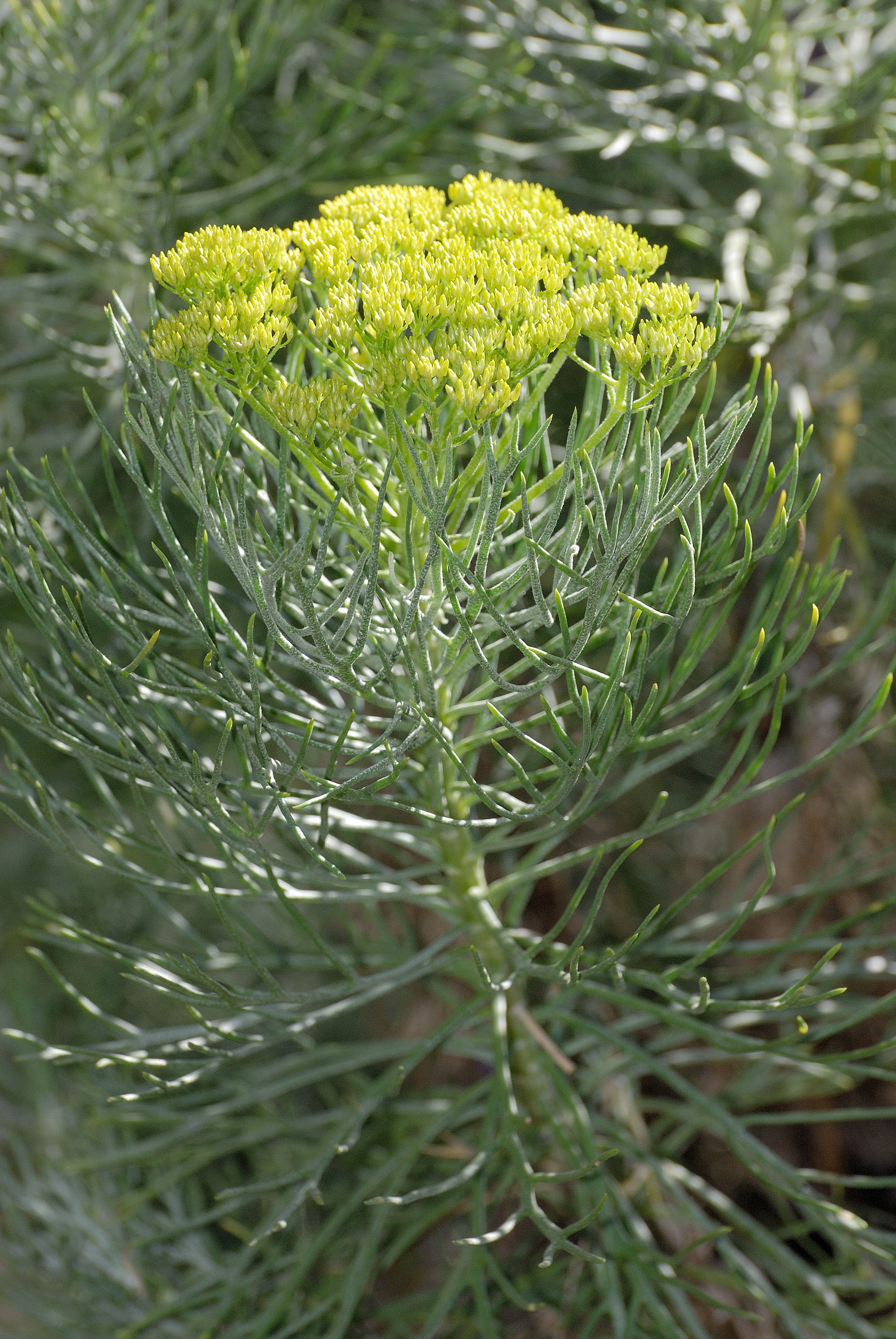
Infiorescenza
Hymenolepis parviflora

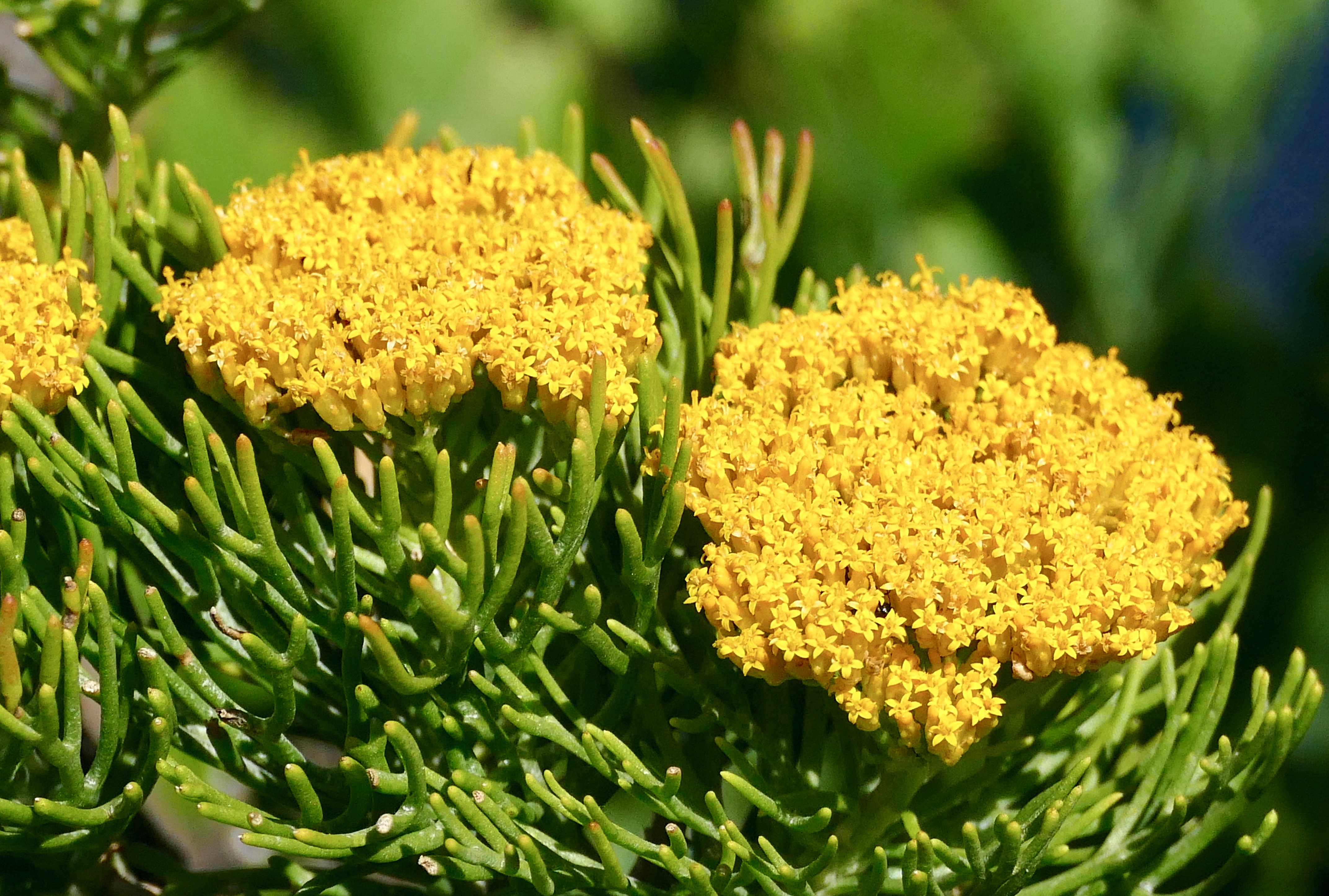
I fiori
Hymenolepis crithmifolia

Portamento. Le piante di questo genere sono prevalentemente arbustive. L'indumento è assente o può essere formato da peli stellati.
Fusto. La parte aerea in genere è eretta, semplice o ramosa. 
Foglie. Le foglie lungo il caule sono disposte in modo alternato. La lamina è intera con bordi dentati o lobati. 
Infiorescenza. Le sinflorescenze sono formate da capolini raccolti in densi corimbi. Le infiorescenze vere e proprie sono composte da un capolino terminale brevemente peduncolato di tipo discoide. I capolini sono formati da un involucro, con forme da obconiche a strettamente ellissoidi-cilindriche, composto da diverse brattee, al cui interno un ricettacolo fa da base ai fiori di due tipi: fiori del raggio (qui assenti) e fiori del disco. Le brattee, piatte e a consistenza erbacea (scariose sui margini), sono disposte in modo più o meno embricato su più serie (da 3 a 4). Il ricettacolo, piatto, è provvisto, oppure no (raramente), di pagliette avvolgenti la base dei fiori; le pagliette sono piatte con forme strettamente ellittiche.
Fiori.  I fiori sono tetra-ciclici (formati cioè da 4 verticilli: calice – corolla – androceo – gineceo) e pentameri (calice e corolla formati da 5 elementi). Si distinguono in:
- fiori del raggio (esterni): sono assenti;
- fiori del disco (centrali): sono numerosi con forme brevemente tubulose (attinomorfe); sono ermafroditi e fertili.

- Formula fiorale:

*/x K {\displaystyle \infty }, [C (5), A (5)], G 2 (infero), achenio
- Calice: i sepali del calice sono ridotti ad una coroncina di squame.

- Corolla: (solo fiori del disco) la forma è tubulare bruscamente divaricata in 5 lobi; i lobi, patenti o eretti, hanno una forma deltata o più o meno lanceolata; il colore può essere giallo.

- Androceo: l'androceo è formato da 5 stami (alternati ai lobi della corolla) sorretti da filamenti generalmente liberi; gli stami sono connati e formano un manicotto circondante lo stilo. Le antere possono essere sia di tipo basifissa che mediofissa (ossia attaccate al filamento per la base – nel primo caso; oppure in un punto intermedio – nel secondo caso).[15] Questa caratteristica ha valore tassonomico in quanto distingue i generi gli uni dagli altri. Il tessuto endoteciale (rivestimento interno dell'antera) è quasi sempre polarizzato (con due superfici distinte: una verso l'esterno e una verso l'interno). Il polline è sferico con un diametro medio di circa 25 micron;  è tricolporato (con tre aperture sia di tipo a fessura che tipo isodiametrica o poro) ed è echinato (con punte sporgenti).

- Gineceo: l'ovario è infero uniloculare formato da 2 carpelli. Lo stilo (il recettore del polline) è profondamente bifido (con due stigmi divergenti) e con le linee stigmatiche marginali separate o contigue. I due bracci dello stilo hanno una forma troncata e possono essere papillosi o ricoperti da ciuffi di peli.

Frutti. I frutti sono degli acheni senza pappo;
- achenio: la forma degli acheni è cilindrica o obovoide (a volte sono compressi) privi di coste o con diverse coste (da 5 a 10); il pericarpo ha dei canali longitudinali di resina; all'apice è presente una corona di scaglie fimbriate connate alla base.

## Biologia
Impollinazione: l'impollinazione avviene tramite insetti (impollinazione entomogama tramite farfalle diurne e notturne).

Riproduzione: la fecondazione avviene fondamentalmente tramite l'impollinazione dei fiori (vedi sopra).

Dispersione: i semi (gli acheni) cadendo a terra sono successivamente dispersi soprattutto da insetti tipo formiche (disseminazione mirmecoria). In questo tipo di piante avviene anche un altro tipo di dispersione: zoocoria. Infatti gli uncini delle brattee dell'involucro (se presenti) si agganciano ai peli degli animali di passaggio disperdendo così anche su lunghe distanze i semi della pianta. Inoltre per merito del pappo (se presente) il vento può trasportare i semi anche a distanza di alcuni chilometri (disseminazione anemocora).

## Distribuzione e habitat
Le specie di questo genere sono distribuite nella Provincia del Capo (Africa meridionale).

## Sistematica
La famiglia di appartenenza di questa voce (Asteraceae o Compositae, nomen conservandum) probabilmente originaria del Sud America, è la più numerosa del mondo vegetale, comprende oltre 23.000 specie distribuite su 1.535 generi, oppure 22.750 specie e 1.530 generi secondo altre fonti (una delle checklist più aggiornata elenca fino a 1.679 generi). La famiglia attualmente (2021) è divisa in 16 sottofamiglie; la sottofamiglia Asteroideae è una di queste e rappresenta l'evoluzione più recente di tutta la famiglia.

### Filogenesi
Il gruppo di questa voce è descritto nella tribù Anthemideae, una delle 21 tribù della sottofamiglia Asteroideae). In base alle ultime ricerche nella tribù sono stati individuati (provvisoriamente) 4 principali lignaggi (o cladi): "Southern hemisphere grade", "Asian-southern African grade", "Eurasian grade" e "Mediterranean clade". Il genere  Hymenolepis  (insieme alla sottotribù Athanasiinae) è incluso nel clade Southern hemisphere grade..
La sottotribù Athanasiinae è caratterizzata dalle seguenti proprietà: il ricettacolo, piatto (o da emisferico a conico), è provvisto, oppure no, di pagliette; Il tessuto endoteciale è quasi sempre polarizzato; l'indumento è formato da peli basifissi (o anche mediafissi); il numero cromosomico di base è x = 8.
Da un punto di vista filogenetico il genere Hymenolepis occupa una posizione abbastanza centrale nella sottotribù Athanasiinae. In particolare è "vicino" al genere Athanasia L.; insieme formano un "gruppo fratello". 
I caratteri distintivi del genere sono:
- le antere hanno delle appendici apicali (prive di sacchi resinosi);
- gli acheni hanno una corona connata alla base di scaglie fimbriate.

### Elenco delle specie
Questo genere ha 9 specie:
- Hymenolepis calva Magoswana & Magee
- Hymenolepis crithmifolia  (L.) Greuter, M.V.Agab. & Wagenitz
- Hymenolepis cynopus  K.Bremer & Källersjö
- Hymenolepis dentata  (DC.) Källersjö
- Hymenolepis glabra  Magoswana & Magee
- Hymenolepis gnidioides  (S.Moore) Källersjö
- Hymenolepis incisa  DC.
- Hymenolepis indivisa  (Harv.) Källersjö
- Hymenolepis speciosa  (Hutch.) Källersjö

### Sinonimi
Sono elencati alcuni sinonimi per questa entità:
- Metagnanthus Endl.
- Oligodora  DC.
- Phaeocephalus  S.Moore